# CS Uruguay de Coronado
Club Sport Uruguay de Coronado – kostarykański klub piłkarski z siedzibą w mieście San Isidro de Coronado, w prowincji San José. Obecnie występuje na drugim szczeblu rozgrywek – Segunda División. Domowe mecze rozgrywa na obiekcie Estadio Municipal El Labrador.

## Osiągnięcia

### Krajowe
- Primera División

| zwycięstwo (1):     | 1963     |
| drugie miejsce (1): | 1961 (F) |

- Copa de Costa Rica

| zwycięstwo (0):     | –                     |
| drugie miejsce (2): | 1963 (CP), 1963 (CdC) |

## Historia
| Mistrzowski skład Uruguayu z 1963 roku Jorge Bolaños Enrique Briceño Luis Chacón Miguel Chacón Mario Cháves Guillermo Elizondo Carlos García Roberto Montero Juan de Dios Núñez Guillermo Otárola Guillermo Padilla Tarciso Rodríguez Ananías Ruiz Germán Sánchez Rodrigo Sandoval Rudy Sobalbarro Manuel Soto Hérberth Ulloa Guillermo Valenciano Trener: Santiago Bonilla |

Klub został założony w styczniu 1936. Został nazwany na cześć reprezentacji Urugwaju, która niecałe sześć lat wcześniej zdobyła piłkarskie mistrzostwo świata. Początkowo nosił czerwono-czarne stroje, które jednak były już używane przez klub LD Alajuelense, wobec czego zmienił barwy na czarno-żółte po czołowym urugwajskim klubie CA Peñarol. Trzynaście lat po założeniu wywalczył awans do najwyższej klasy rozgrywkowej, kiedy to w 1949 roku jako mistrz drugiej ligi wygrał trójmecz barażowy z ostatnią drużyną tabeli pierwszoligowej – CS La Libertad (0:1, 4:3, 4:2). W kostarykańskiej Primera División klub zadebiutował w sezonie 1950 i występował w niej w latach 1950–1959, kiedy to spadł do drugiej ligi.
W 1960 roku Uruguay po raz kolejny awansował do pierwszej ligi. W 1961 roku jako beniaminek wywalczył tytuł wicemistrza Kostaryki, choć miał wówczas ułatwione zadanie – w lidze przez rok miał miejsce rozłam na dwa osobne turnieje Federación 1961 i Asofútbol 1961. W rozgrywkach Federación wystąpiły zaledwie trzy zespoły (w tym Uruguay), natomiast czołowe kluby w kraju rywalizowały w znacznie bardziej prestiżowym turnieju Asofútbol. Aż do 1999 tytuł wicemistrzowski Uruguayu (jak i cały turniej Federación) nie był oficjalnie uznawany przez władze ligi.
Właśnie w latach 60. klub odnosił największe sukcesy w swojej historii. Mimo bycia jednym z mniejszych i skromniejszych zespołów w lidze, w sezonie 1963 sensacyjnie wywalczył swój jedyny tytuł mistrza Kostaryki. W tym samym roku zajął drugie miejsce w dwóch turniejach pucharowych – Copa Presidente i Copa Campeón de Campeones. W obydwóch przypadkach zremisował mecz finałowy z Deportivo Saprissa, aby później ulec rywalowi w serii rzutów karnych. Ponadto w 1964 roku wygrał turniej międzynarodowy Torneo de Campeones Centroamericanos, w którym wzięli udział mistrzowie innych krajów środkowoamerykańskich (znacznie bardziej utytułowane Municipal z Gwatemali i Olimpia z Hondurasu). Drugi pobyt Uruguayu w pierwszej lidze kostarykańskiej miał miejsce w latach 1961–1967.
W późniejszych latach Uruguay występował głównie w drugiej i trzeciej lidze kostarykańskiej, nie potrafiąc nawiązać do sukcesów z lat 60. W najwyższej klasie rozgrywkowej występował jeszcze w latach 1968–1970 i 1988–1992. Klub jest rekordzistą pod względem liczby awansów z drugiej do pierwszej ligi kostarykańskiej; sztuka ta udała się graczom Uruguayu pięć razy (w latach 1949, 1960, 1968, 1987, 2012).
W latach 2010–2013 właścicielem i prezesem (przez pewien czas również trenerem) klubu był dawny kostarykański piłkarz Paulo Wanchope (były gracz m.in. West Ham United, Manchesteru City i Málagi). Za jego kadencji Uruguay wywalczył kolejny awans do pierwszej ligi, w której występował w latach 2012–2016.